# Gebhard-Fugel-Kunstpreis
Der DG Kunstpreis - Gebhard Fugel Kunstpreis ist ein in der Regel alle drei Jahre von der Deutschen Gesellschaft für christliche Kunst in München vergebener Preis.
Der Kunstpreis trägt den Namen des Malers Gebhard Fugel, der zusammen mit dem Theologen Franz Festing und dem Bildhauer Georg Busch den damals so bezeichneten Kunstverein zur Erneuerung christlicher Kunst im Jahre 1893 gegründet hat. Der Preis wurde von Gebhard Streicher, einem Enkel von Gebhard Fugel, gestiftet. Er betreut das Museum Panorama Kreuzigung Christi in Altötting und den künstlerischen Nachlass von Gebhard Fugel.
Der Kunstpreis kann in den Disziplinen Malerei, Bildhauerei, angewandte Kunst und Architektur sowie in allen neu auftretenden Ausdrucksmöglichkeiten im Rahmen der bildenden Künste vergeben werden. Er ist mit 5.000 Euro dotiert. 

## Preisträger
- 1979: Albert Burkart
- 1981: Herbert Falken
- 1983: Michael Plaetschke, Norbert Kraus, Konrad Loder (Preis für Bildhauerei)
- 1983: Victor Kraus, Maximilian Ostermann, Dieter Rehm, WTH Regensburger (Preis für Malerei)
- 1986: Hans Schädel
- 1987: Gottfried Böhm
- 1991: Gruppe "buntmetall" (Klaus-Dieter Eichler, Matthias Engert, Stefan Epp, Hartmut Hahn, Paul Müller)
- 1993: Fritz Koenig
- 1998: Dorothee von Windheim
- 2003: Manfred Kovatsch und Maria Auböck für Studiengang Innenarchitektur der Akademie der Bildenden Künste München (Projekt: Sakrale Räume)[1]
- 2008: Andréas Lang[2]
- 2011: Rudolf Bott[3]
- 2014: Nicole Ahland[4]
- 2017: Empfangshalle
- 2020: Maximilian Prüfer
- 2023: Anna Heringer